# I Won't Tell
"I Won't Tell" este primul single extras de pe albumul lui Fat Joe, „The Elephant in the Room”, fiind o colaborare cu artistul R&B, J. Holiday. A fost lansat pe 8 noiembrie 2007, pe pagina personală de MySpace a rapperului. Pe data de 4 decembrie 2007 piesa a beneficiat de asemenea și de o lansare online, în cadrul magazinului virtual iTunes. Single-ul a fost premiat de 2 ori cu discul de platină, reușind să vânda peste 2,8 milioane de ringtonuri de la lansare.

## Poziția sigle-ului în topuri
| Top (2008)                           | Poziția în top |
| ------------------------------------ | -------------- |
| Brazilian Hot 100                    | 35             |
| U.S. Billboard Hot Rap Tracks        | 3              |
| U.S. Billboard Hot Videoclip Tracks  | 4              |
| U.S. Billboard Hot R&B/Hip-Hop Songs | 12             |
| U.S. Billboard Hot RingMasters       | 32             |
| U.S. Billboard Hot 100               | 37             |

## Videoclipul
Videoclipul piesei „I Won't Tell” a fost lansat pe 18 decembrie 2007, pe pagina de MySpace a lui Fat Joe. În videoclip au scurte apariții Bow Wow, LL Cool J, Diddy, Christina Milian, LeToya Luckett, Junior Reid, Mario Winans, Pitbull, Scott Storch, Flo Rida, E-Class, Akon, DJ Khaled, Slim Thug, Sheek Louch, Dre, Brisco.